# ام تی ایندیپندنتا
ام تی ایندیپندنتا (به انگلیسی: MT Independenţa) یک کشتی بود که طول آن ۲۹۸ متر (۹۷۷ فوت ۸ اینچ) بود. این کشتی در سال ۱۹۷۸ ساخته شد.